# Talash
Talash Motive Powers Ind. Co. bzw. Talash Industrial ist ein iranischer Hersteller von Kraftfahrzeugen.

## Unternehmensgeschichte
Das Unternehmen aus Teheran begann 1993 mit der Produktion von Motorrädern. Der Markenname lautet Talash. Zwischen 1999 und 2005 entstanden auch Automobile.

## Automobile
Das einzige Modell Iemen war ein Dreirad mit einzelnem Vorderrad. Zwei verschiedene Motoren mit 125 cm³ Hubraum und 12 PS Leistung sowie mit 200 cm³ Hubraum und 14 PS Leistung standen zur Wahl. Die geschlossene Karosserie hatte zwei seitliche Türen. Daneben gab es einen Pick-up.